# Encyclopaedia septem tomis distincta
La Encyclopaedia septem tomis distincta è la maggiore opera enciclopedica scritta da Johann Heinrich Alsted ed è generalmente ritenuta anche la più importante del Rinascimento
Essa rappresenta la conclusione dell'attività enciclopedica di questo autore, che era iniziata con il Cursus philosophicus del 1608 ed era poi continuata con la Cursus philosophici encyclopaedia del 1620. All'Encyclopaedia septem tomis distincta seguirà l'edizione in quattro volumi del 1646, intitolata Scientiarum omnium encyclopedia.
L'Encyclopaedia fu pubblicata a Herborn nel Nassau nel 1630 dal tipografo ed editore Cristoforo Corvino.
L'opera è divisa in sette sezioni, che seguono una divisione delle materie basata su quella vigente nelle università fino al Settecento, integrata con le materie che non costituivano materia di insegnamento:
- I sezione, praecognita disciplinarum ovvero premesse a tutte le materie: la mente umana e la classificazione delle materie;
- II sezione, philologia, circa corrispondente al "trivio": lessico, grammatica, retorica, logica, oratoria, poetica;
- III sezione, philosophia theoretica, circa corrispondente al "quadrivio": metafisica, pneumatica, fisica, aritmetica, geometria, cosmografia, uranometria, geografia, ottica, musica;
- IV sezione, philosophia practica: etica, economica, politica, scolastica;
- V sezione, tres superiores facultates ovvero le tre facoltà superiori delle università premoderne: teologia, giurisprudenza, medicina;
- VI sezione, artes mechanicae: arti meccaniche;
- VII sezione, farragines disciplinarum: argomenti disparati fra cui mnemonica, storia, cronologia, architettonica, fino all'eutanasia, alla ginnastica, alla dipnosofistica (arte di conversare nei banchetti) e alla tabaccologia.

Fra gli autori più presenti ad Alsted nell'impostare la sua opera vengono indicati soprattutto Raimondo Lullo per quanto riguarda la rigorosa ripartizione delle materie (esposta nell'Ars Magna e nell'Arbor scientiae), e Pietro Ramo per l'apparato di definizioni premesse all'opera e seguite in tutto il corpo della stessa (secondo lo schema della Dialectique e delle Dialecticae institutiones).
D'altra parte lo schema di enciclopedia elaborato da Alsted è stato a sua volta modello per successivi autori, primo fra tutti il suo allievo Comenio.